# Homografia (językoznawstwo)
Homografia – ortograficzna tożsamość słów różniących się sposobem ich wymawiania oraz znaczeniem. W języku polskim homografia przeważnie łączy się z homofonią, np. „zgniły” jako 3. os. l. mn. czasu przeszłego czasownika „zgnić” i jako przymiotnik w mianowniku l. poj., a także gra jako 3. os. l. poj. czasu teraźniejszego czasownika grać i jako rzeczownik gra w mianowniku. Istnieją jednak w języku polskim także słowa homograficzne, ale nie homofoniczne, np. odmienne czytane cis jak dźwięk i jako roślina, czy czasowniki zamarzać (od mróz) i zamarzać (od morzyć). Słowa homograficzne nazywane są homogramami lub homografami.